# Хазра (Гусарский район)
Хазра (ранее Хазры; азерб. Həzrə, лезг. Гьезре), или Яргун (лезг. Йаргун) — село в Гусарском районе Азербайджана, расположенное на правом берегу реки Самур, на высоте около 660 м над уровнем моря, в 17 км к северо-западу от города Гусар, близ государственной границы с Россией.

## История села и предания
Село Хазра было образовано в результате объединения мелких родовых поселений. Оно названо так в связи с захоронением здесь хазрат Шейх Джунейда в XV веке, который считался святым. Так, в одном предании об образовании села говорится, что оно основано на месте гибели здесь ардебильского шейха Джунейда, деда Шаха Исмаила I. По одной из версий, в 1456 году Шейх Джунейд предпринял ряд походов на эту территорию с целью обращения местного населения в лоно шиизма. Ему удалось перейти Самур и вторгнуться в пределы Южного Дагестана, однако впоследствии он был изгнан оттуда. Покидая пределы Дагестана, остатки персидских войск на берегу Самура (неподалёку от села Хазра) вновь столкнулись с отрядами горцев-лезгин. В этой битве отряд Джунейда был разгромлен а его предводитель убит. Остатки войск похоронили Джунейда в селе Хазра и поспешно удалились в Персию. По другой версии, шейх Джунейд погиб в 1460 году в бою с войсками ширваншаха Халил-уллы I, после чего был похоронен здесь. После того, как его останки были перезахоронены в Ардебиле по велению шаха Тахмаспа I здесь был воздвигнут мавзолей. На китабе, расположенном на фасаде памятника, указана дата 1544 год.
В другом предании об образовании села говорится, что место, где в настоящее время расположено селение, некогда было местом отдыха завоевателей, нападавших на горные села. Отсюда произошло другое название села — Яргун, что в переводе с лезгинского означает «усталость», «переутомление» (от корня «юргьун»). Когда жители высокогорных сел узнали о том, что их враги устраивают здесь привал, то внезапно напали на них во время отдыха. Вскоре воины из селений Кара-Кюре и Микраха прочно обосновались здесь, основав селение Яргун. Они укрепили его, построив большие валы наподобие естественных. Позднее сюда стали прибывать жители из других горных сёл Шахдагской долины, среди которых было и много шиитов из Мискинджа, впоследствии ставших суннитами, в связи с чем в селении существует тукхум, называемый шиитским — «шигъяр».
Аббаскули-ага Бакиханов сообщал, что жители селения Хазры прежнего хазрата были переведены Хаганом Тахмасобом I из Персии и поселены близ гробницы прадеда шейха Джунейда, из-за чего один из кварталов села является шиитским. У жителей села Хазра бытует и ряд преданий, в которых говорится о том, что их предки некогда спустились с высоких гор лезгинской территории Дагестана.

## Население и быт
По данным 2009 года в селе Хазра проживало 3469 человек, из которых 1738 — мужчины, 1731 — женщины.
Дома жителей села были из речных камней, саманный кирпич изготовляли на месте, дерево, в основном, было привозным. Подготовку же к строительству начинали с осени, когда завозили лес.
Несмотря на то, что родительский запрет или принуждение на брак потеряли свою былую силу, в селе Хазра и ряде других сёл Гусарского района ещё в конце 1980-х гг. молодые люди просили согласия родителей на брак.

## Сихилы
- Тегьвер — потомки Тегьава
- ЯцгIаяр — потомки ЯцагIа
- ЦIенкьилар — малочисленные
- Камуяр — пришедшие из равнины
- ШагIияр — имеющие родственные связи с шиитами
- КIелбияр — распространяющие образование
- Мохьмадалияр — потомки шейха Мухаммада-Али
- Фекьияр — распространяющие религию[13].[неавторитетный источник]

## Известные личности
- Шейх Ханбут Яргунхо — имам и предводитель горцев при Кубинском газавате (1837—1838) против царских войск.
- Чингиз Гурбанов — Национальный Герой Азербайджана
- Эльхан Абдуллаевич Сулейманов — министр здравоохранения Чеченской Республики
- Айтен Магомедрагимовна Бабалиева — лингвист, имеет научную степень PhD, доктор филологических наук.

## Признание и значение
В селе Яргун происходят события в фильме "Холодное солнце"